# Edward Portielje

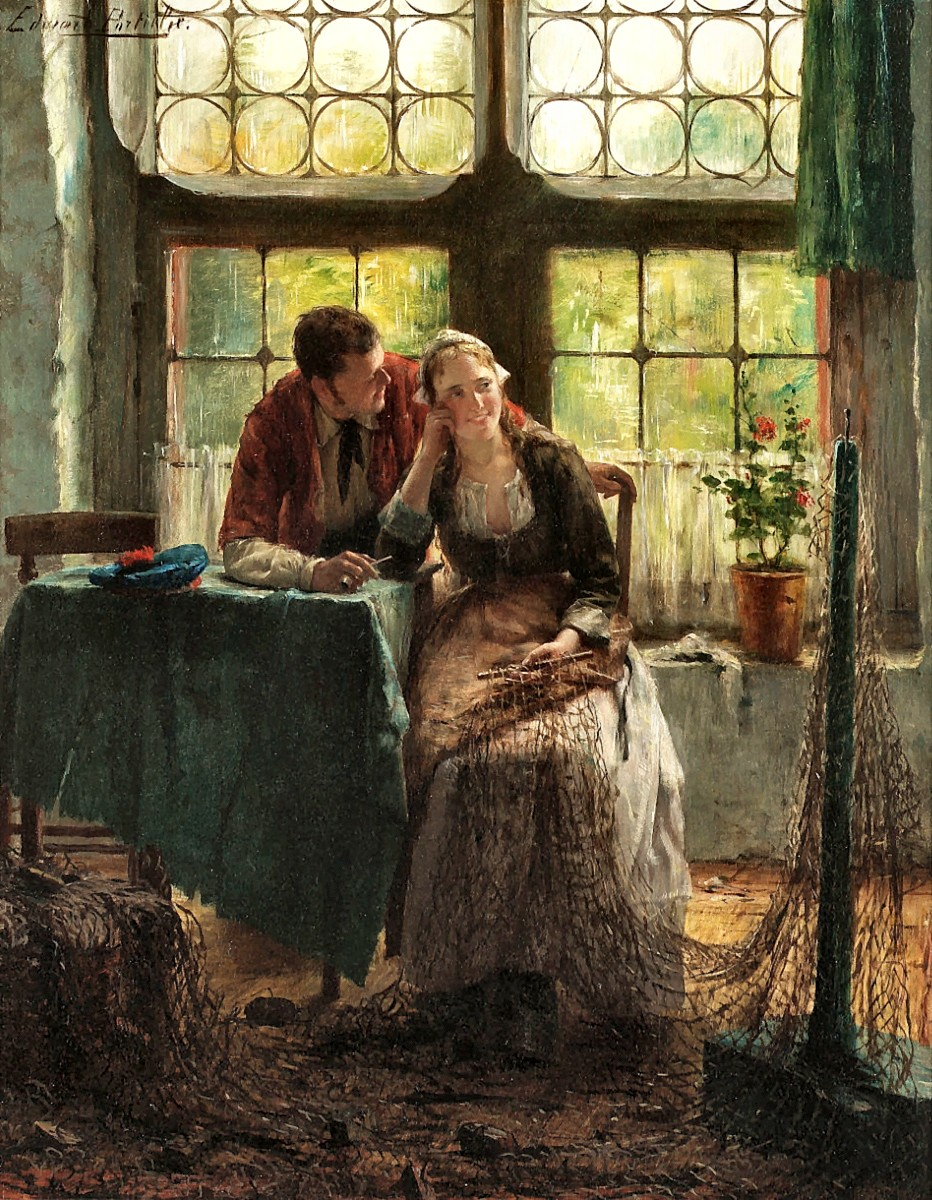
Eine willkommene Ablenkung

Edward Portielje (* 8. Februar 1861 in Antwerpen; † 18. Dezember 1949 ebenda) war ein belgischer Genremaler.
Er war als Sohn des Malers Jan Portielje und Eulalie Lemaire geboren. Sein älterer Bruder Gerard Portielje wurde ebenfalls Maler.
Edward Portielje erhielt seine erste Malerlehre bei seinem Vater. Er besuchte das Atheneum in Antwerpen und nahm ab 1873 an den Abendkursen an der Akademie u. a. bei Edward Dujardin teil. Von 1877 bis 1881 studierte er an der Akademie der bildenden Künste in Antwerpen bei Polydore Beaufaux, Charles Verlat und Nicaise de Keyser.
Er heiratete Jeanne Marie Cochet. Nach dem Ende dieser Ehe heiratete er 1888 Rosa Hermans, mit der er einen Sohn hatte. Er lebte während des Ersten Weltkriegs in Brüssel. 1919 kehrte er nach Antwerpen zurück.
Edward Portielje spezialisierte sich nach dem Studium in der Genremalerei. Nur selten malte er Porträts und Seelandschaften. Er fand seine Inspiration hauptsächlich in Fischersiedlungen in Zeeland. Er schuf reihenweise Bilder nach den Wünschen der Kunsthändler – Albert D’Huyvetter und Guillaume Campo. Fast alle Bilder entstanden nach dem gleichen Schema – Räume gegen das sonnige Fenster gesehen, im Raum einige Frauen in Volkstrachten im Gespräch oder bei den täglichen Beschäftigungen, oft lag ein Fischernetz im Vordergrund als Andeutung an den Beruf des Hausbesitzers. Solche Bilder fanden den Absatz in vielen Ländern, auch in den Vereinigten Staaten.
Er arbeitete zusammen mit Edouard de Jans und Joseph Dierickx an Wandgemälden für die Weltausstellung Antwerpen 1894.